# Cas Lasa i Zabala
|  | Aquest article tracta sobre el cas Lasa i Zabala. Si cerqueu la pel·lícula de Pablo Malo, vegeu «Lasa i Zabala (pel·lícula)». |

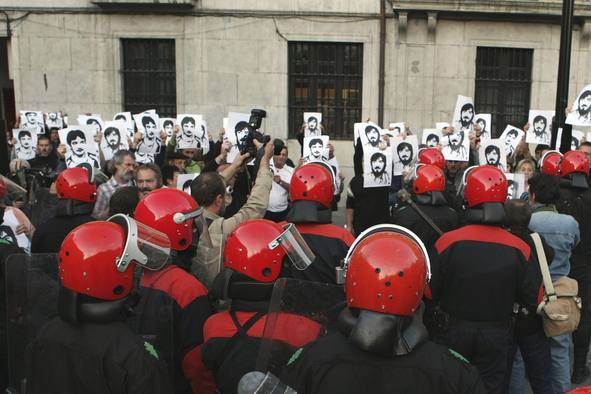
Concentració amb retrats de Lasa i Zabala el 2008

El Cas Lasa i Zabala es refereix a un acte terrorisme d' Estat realitzat pel Grup Antiterroristes d'Alliberament (GAL). Agafa el nom dels membres d'ETA José Antonio Lasa i José Ignacio Zabala, que van ser segrestats, torturats i assassinats el 1983.

## Cronologia
Segons la sentència del cas, l'any 1981 José Antonio (Joxean) Lasa Aróstegui i José Ignacio (Joxi) Zabala Artano, tots dos de 18 anys, pertanyien a ETA i formaven part, juntament amb Íñigo Alonso Uranga i una altra persona sense identificar, del comando denominat Gorki.
El novembre de 1981 Íñigo Alonso va ser detingut quan, amb els seus companys de comando, acabava de fer un atracament a una entitat bancària, mentre que els altres, després d'enfrontar-se a trets amb els membres de la Policia, aconseguien escapar-se. Arran d'aquests fets Lasa i Zabala van fugir d'Espanya.
L'any 1983 vivien a França, a la localitat de Baiona; allí estaven en contacte amb el Comitè de Refugiats, havien formulat peticions d'asil polític i, mentre es tramitaven, havien anat sol·licitant permisos de residència, que els havien estat concedits per diferents períodes.
El 15 d'octubre d'aquell any Lasa i Zabala van ser segrestats a Baiona (Iparralde) per membres dels GAL. A mans de la Guàrdia Civil espanyola foren retinguts a la caserna d'Intxaurrondo. Seguint instruccions del general Galindo, els portaren al palau de La Cumbre, a Sant Sebastià, on foren torturats. A la vista de l'estat en què quedaren, el general Galindo, amb coneixement del governador civil Julen Elgorriaga i del tinent coronel Ángel Vaquero, n'ordenà la desaparició. Els guàrdies civils Enrique Dorado i Felipe Bayo els dugueren a Busot (Alacantí), hi cavaren una fossa i el primer els dispararen tres trets al cap. Després els enterraren.
Les seves despulles foren trobades per un caçador a Busot el 20 de gener de 1985 però van romandre sense identificar fins al 1995, ja que els cossos havien estat colgats sota calç viva, cosa que en va dificultar la identificació.
Al funeral pels dos etarres assassinats, l'Ertzaintza carregà contra els familiars dels morts.

## Sentència
La sentència del cas 15/95 determinà que, per aquest crim, fossin condemnats Enrique Rodríguez Galindo, general de la Guàrdia Civil destinat a Intxaurrondo, a cinquanta-set anys per tots dos assassinats, més set per totes dues detencions il·legals. Només en va estar quatre a la presó. Ángel Vaquero, tinent coronel de la mateixa caserna, condemnat a cinquanta-set anys per tots dos assassinats; Julen Elgorriaga, en aquell temps governador civil de Guipúscoa, condemnat a seixanta-nou anys, només en va passar un a la presó. Els torturadors i assassins materials van rebre una pena de seixanta-set anys i vuit mesos, dels quals només en van complir sis tancats. En total se'ls van assignar 365 anys de presó; i més tard o més d'hora, com tots els altres terroristes dels GAL, van poder gaudir d'indult d'un govern del PP o del PSOE.